# Parminder Nagra

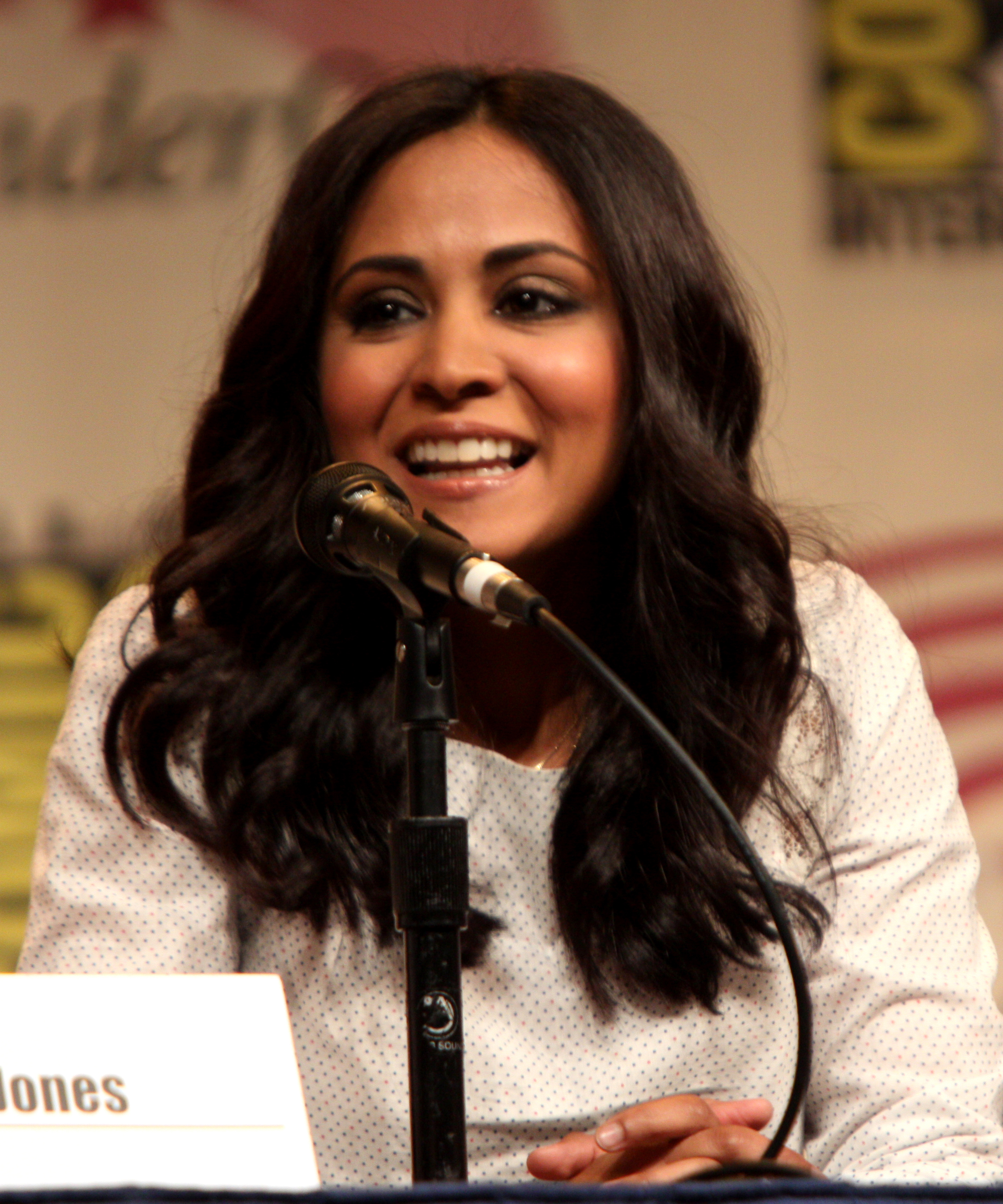
Parminder Nagra auf der WonderCon 2012 in Anaheim

Parminder Kaur Nagra (* 5. Oktober 1975 in Leicester, Leicestershire) ist eine britische Schauspielerin indischer Abstammung.

## Leben und Karriere
Parminder Nagras Eltern kamen in den 1960er Jahren nach England. Sie spricht fließend Panjabi.
Bekannt wurde Nagra 2002 durch ihre Hauptrolle der Jesminder „Jess“ Kaur Bhamra in Kick It Like Beckham, in dem sie – an der Seite von Keira Knightley und Jonathan Rhys Meyers – eine indischstämmige Fußballerin spielte. 2003 trat sie der Stammbesetzung der US-Fernsehserie Emergency Room – Die Notaufnahme bei, in der sie bis zum Serienende 2009 die Ärztin Neela Rasgotra verkörperte. 2012 spielte sie die Technikerin Lucy Banerjee in der kurzlebigen Mysteryserie Alcatraz. Von September 2013 bis Mai 2014 war sie neben James Spader und Megan Boone als Meera Malik in einer Hauptrolle in der NBC-Serie The Blacklist zu sehen.
Im Januar 2009 heiratete Nagra ihren Lebensgefährten, den Fotografen James Stenson, mit dem sie zuvor bereits sieben Jahre zusammen war. Nagra und Stenson wurden im Mai 2009 Eltern eines Sohnes. Im Februar 2012 reichte sie die Scheidung ein.

## Filmografie (Auswahl)
- 1996: King Girl
- 1999: Donovan Quick
- 2001: Judge John Deed: Exacting Justice
- 2002: Kick It Like Beckham (Bend It Like Beckham)
- 2003: Twelfth Night, or What You Will
- 2003: Mission: Space
- 2003: Second Generation
- 2003–2009: Emergency Room – Die Notaufnahme (ER, Fernsehserie, 129 Folgen)
- 2004: Ella – Verflixt & zauberhaft (Ella Enchanted)
- 2008: In Your Dreams
- 2008: Compulsion (Fernsehfilm)
- 2010: Tere Ishq Nachaya
- 2011: Henry der Schreckliche (Horrid Henry: The Movie)
- 2012: Alcatraz (Fernsehserie, 13 Folgen)
- 2012–2013: Psych (Fernsehserie, 4 Folgen)
- 2012: Twenty8k
- 2013–2014: The Blacklist (Fernsehserie, 21 Folgen)
- 2015: Navy CIS: L.A. (NCIS: Los Angeles, Fernsehserie, Folge 6x16 Expiration Date)
- 2015: Evil Men (Fernsehfilm)
- 2016–2017: Marvel’s Agents of S.H.I.E.L.D. (Fernsehserie, 5 Folgen)
- 2017–2018: Fortitude (Fernsehserie, 10 Folgen)
- 2018: Elementary (Fernsehserie, 2 Folgen)
- 2018–2020: Tote Mädchen lügen nicht (13 Reasons Why, Fernsehserie, 5 Folgen)
- 2018: Bird Box – Schließe deine Augen (Bird Box)
- 2018–2019: God Friended Me (Fernsehserie, 5 Folgen)
- 2019: Drei Schritte zu Dir (Five Feet Apart)
- 2021: Intergalactic (Fernsehserie, 8 Folgen)
- 2022: DI Ray (Fernsehserie, 4 Folgen)
- 2023: Maternal (Fernsehserie, 6 Folgen)

## Auszeichnungen
- 2002: FIFA Presidential Award für die Rolle in Kick it like Beckham.[3]